# ماركو وليامز
ماركو وليامز (بالإنجليزية: Marco Williams)‏ هو مخرج أمريكي، ولد في 31 أكتوبر 1956.

## وصلات خارجية
- ماركو وليامز على موقع IMDb (الإنجليزية)
- ماركو وليامز على موقع أول موفي (الإنجليزية)
- ماركو وليامز على موقع قاعدة بيانات الفيلم (الإنجليزية)
- ماركو وليامز على موقع كينوبويسك (الروسية)